# Eretitel
Een eretitel is een titel die de drager eer aandoet en voor of na de naam gevoerd kan worden. Er zijn talloze voorbeelden waarvan in Nederland en België die van een Minister van Staat het bekendste is.
Een eretitel moet worden onderscheiden van een adellijke titel, een predicaat, het verwante ereburgerschap, en een erefunctie. Het is een onderscheiding, al is de eretitel niet tast- en draagbaar.
Ook in de socialistische landen werden eretitels gebruikt waarbij de Held van de Sovjet-Unie en de Held van de Socialistische Arbeid in de voormalige Sovjet-Unie veel prestige en ook bepaalde privileges genoten. In de Socialistische staten mochten de helden vaak kleine rode of gouden sterren, naar Russisch voorbeeld, dragen.
De communistische heldenorden gingen met de communistische regimes ten onder. De Russische Federatie stelde in 2013 opnieuw een Held van de Arbeid in. Eerder was al een Held van de Russische Federatie ingesteld.